# Monti Titiwangsa
I Monti Titiwangsa (in lingua malese: Banjaran o anche Barisan Titiwangsa, letteralmente: "grande catena Titiwangsa") sono una catena montuosa e costituiscono parte della spina dorsale della penisola malese, nella quale si estendono per 480 km da nord a sud. Sono considerati la sezione meridionale dei Monti del Tenasserim, che fanno da confine tra Birmania e Thailandia, e della lunga cordigliera che ha origine nel Tibet ed attraversa la penisola malese passando per l'Istmo di Kra.

## Geografia

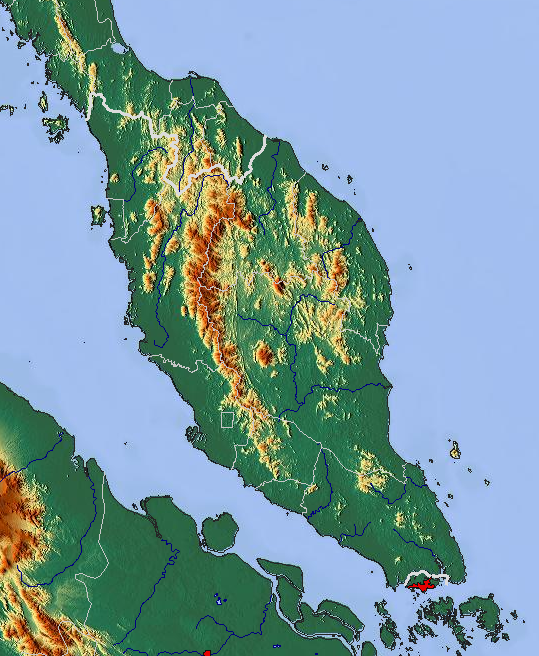
La penisola malese con l'arco formato dalla lunga catena dei Titiwangsa

I Titiwangsa cominciano nella parte meridionale della Thailandia del Sud, dove sono conosciuti come Monti Sankalakhiri e dove sono collegati sia con la catena dei Monti di Nakhon Si Thammarat che con i gruppi minori dei Monti di Pattani, Taluban e Songkhla. Proseguono verso sud formando un arco in Malaysia, dove fanno da spartiacque tra i bacini dei fiumi che si gettano ad ovest nello stretto di Malacca e quelli che ad est finiscono nel mar Cinese Meridionale. La linea spartiacque segna anche il confine tra gli Stati orientali malesi di Kelantan e Pahang e quelli occidentali di Perak e Selangor. Gli ultimi contrafforti meridionali della catena sono all'interno del Negeri Sembilan. La capitale Kuala Lumpur si trova ai piedi del versante occidentale dei Titiwangsa.
È la catena montuosa più lunga tra le due che attraversano longitudinalmente la Malesia peninsulare occidentale. Se si eccettua il monte Gunung Tahan (2187 metri) della vicina catena dei Monti Tahan, nei Monti Titiwangsa si trovano le più alte cime della Malesia peninsulare, in particolare il Gunung Korbu, che con i suoi 2183 metri è la vetta più alta della catena.

### Cameron Highlands
Le montagne sono una meta turistica di primaria importanza per l'economia malese. Tra le zone dei Titiwangsa più visitate vi sono le Cameron Highlands, ampia porzione della catena dove i primi stabilimenti turistici risalgono agli anni trenta del XX secolo. Scoperte dagli inglesi verso la fine del XIX secolo, il progetto di sviluppo comprendente piantagioni, una strada e le strutture turistiche si articolò a partire dagli anni venti ed occupano oggi un'area di 712 km² ai confini tra Perak, Kelantan e Pahang.